# Wroceń

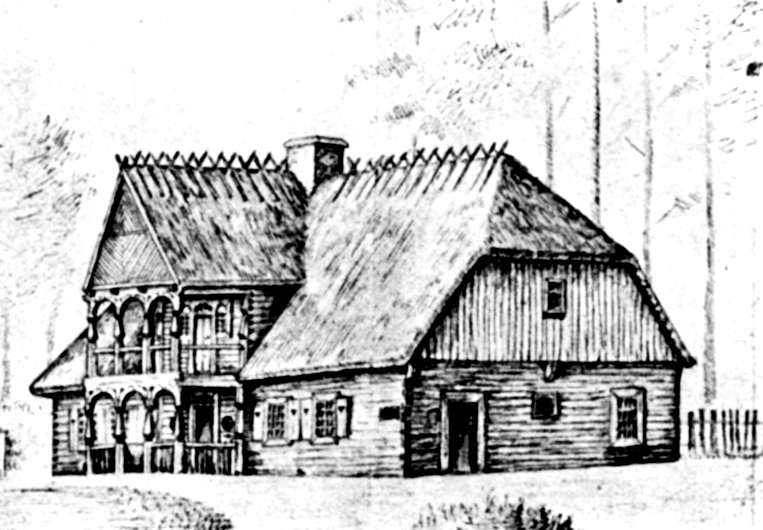
Dworek we Wroceniu (ilustracja z Encyklopedii staropolskiej Z. Glogera)

Wroceń – wieś w Polsce położona w województwie podlaskim, w powiecie monieckim, w gminie Goniądz. Leży nad Biebrzą.
W latach międzywojennych miejscowość ta należała do ówczesnej gminy Dolistowo. Posiadłość ziemską miała tu Stefania Maciejowska (107 mórg).
Według Powszechnego Spisu Ludności z 1921 roku wieś zamieszkiwało 489 osób, wśród których 472 były wyznania rzymskokatolickiego, 13 prawosławnego, 3 mojżeszowego a 1 ewangelickiego. Jednocześnie 475 mieszkańców zadeklarowało polską przynależność narodową, 1 niemiecką, a 10 inną. We wsi znajdowało się 77 budynków mieszkalnych.
W latach 1975–1998 miejscowość administracyjnie należała do ówczesnego województwa łomżyńskiego.
We Wroceniu istniał dworek z piętrowym gankiem, typowym dla dawnego budownictwa podlaskiego, wzniesiony w 1787 roku przez Anastazję Wroczeńską. Znajduje się tutaj także kaplica pod wezwaniem Matki Bożej Miłosierdzia, należąca administracyjnie do Parafii św. Wawrzyńca w Dolistowie.